# 北漢山新羅真興王巡狩碑
首爾北漢山新羅眞興王巡狩碑（韓語：서울 북한산 신라 진흥왕 순수비），為新羅時代真興王（540年－576年統治）建造於今首爾北漢山的巡狩碑，後來被移至景福宮保存，現存韓國國立中央博物館，1962年12月20日，被指定為國寶第3號。

## 歷史沿革
北漢山新羅眞興王巡狩碑，為新羅第二十四代君主真興王巡狩此地後，為留作紀念而建立的，長154cm、寬69cm、高16cm。共12列，每列32個漢字。具體的立碑年份不詳。紀念碑矗立在北漢山頂頂峰已有1400多年歷史，遭受了風化和侵蝕破壞，1816年由書法家金正喜重新發現。
碑的形狀是由拋光的長方形石頭製成，在天然岩石上建了兩層，碑文讚揚新羅真興王向北漢擴展的土地並紀念國王來訪並檢查其邊界的新境界，其中大部分都讚揚金興國的成就。

## 碑文

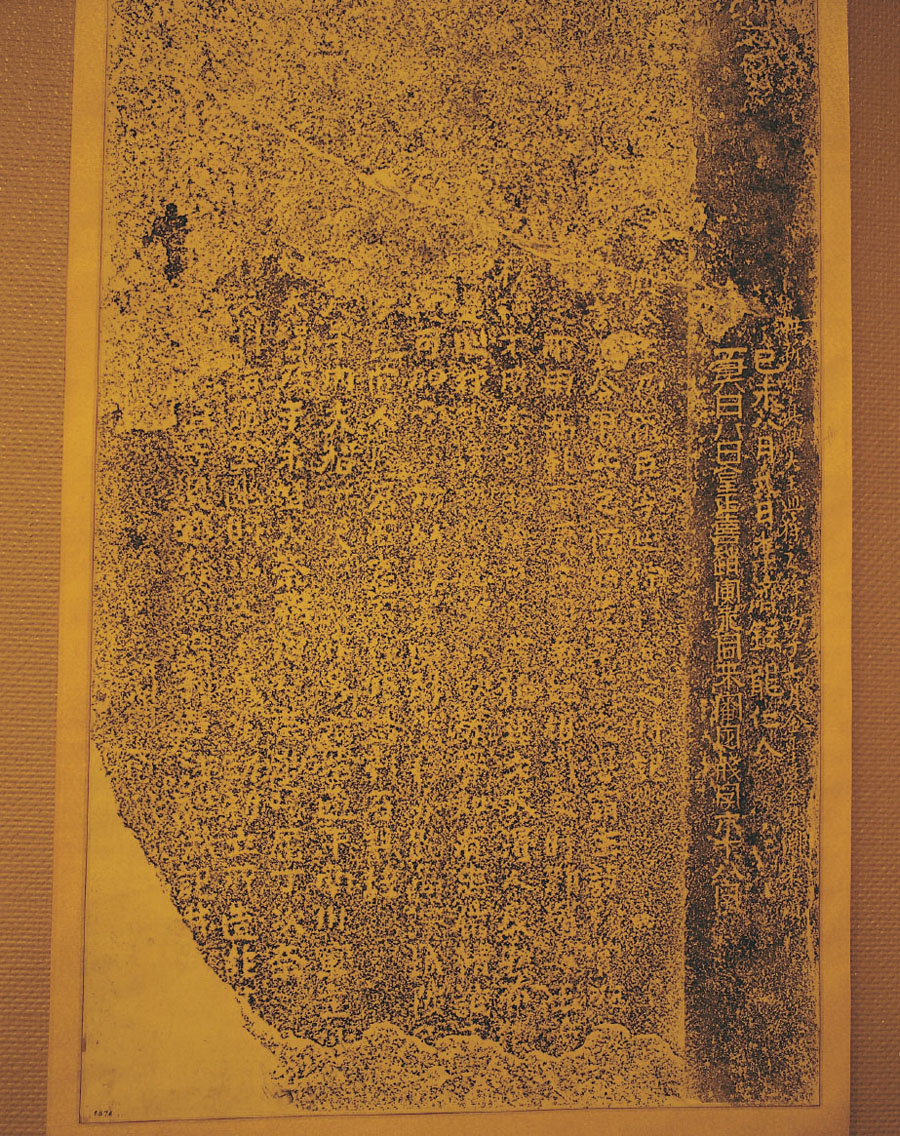
碑文拓片

眞興太王及衆臣等巡狩管境之時記
　囗囗囗分甲兵之囗囗囗囗囗囗囗覇主設囗賞囗囗
　囗之所用高祀囗囗囗囗囗囗相戰之時新羅太王囗
　囗德不囗兵故囗囗囗囗囗强建文大得人民囗囗囗
　囗囗巡囗囗囗囗囗囗囗囗囗囗囗如有忠信精誠囗
　囗徙可加賞舜物以囗囗心引囗囗衆路過囗城陟囗
　囗囗見道人囗居石窟囗囗囗囗刻石誌辭
　囗尺干內夫智一尺干沙喙囗囗智近干南川軍主沙
　囗夫智及干未智大奈末囗囗囗沙喙屈丁次奈
　囗天囗指囗囗幽則囗囗囗囗囗劫初立所造非囗囗
　囗囗囗囗巡守見囗囗囗囗刊石囗囗囗記我万代名